# 加塞利山

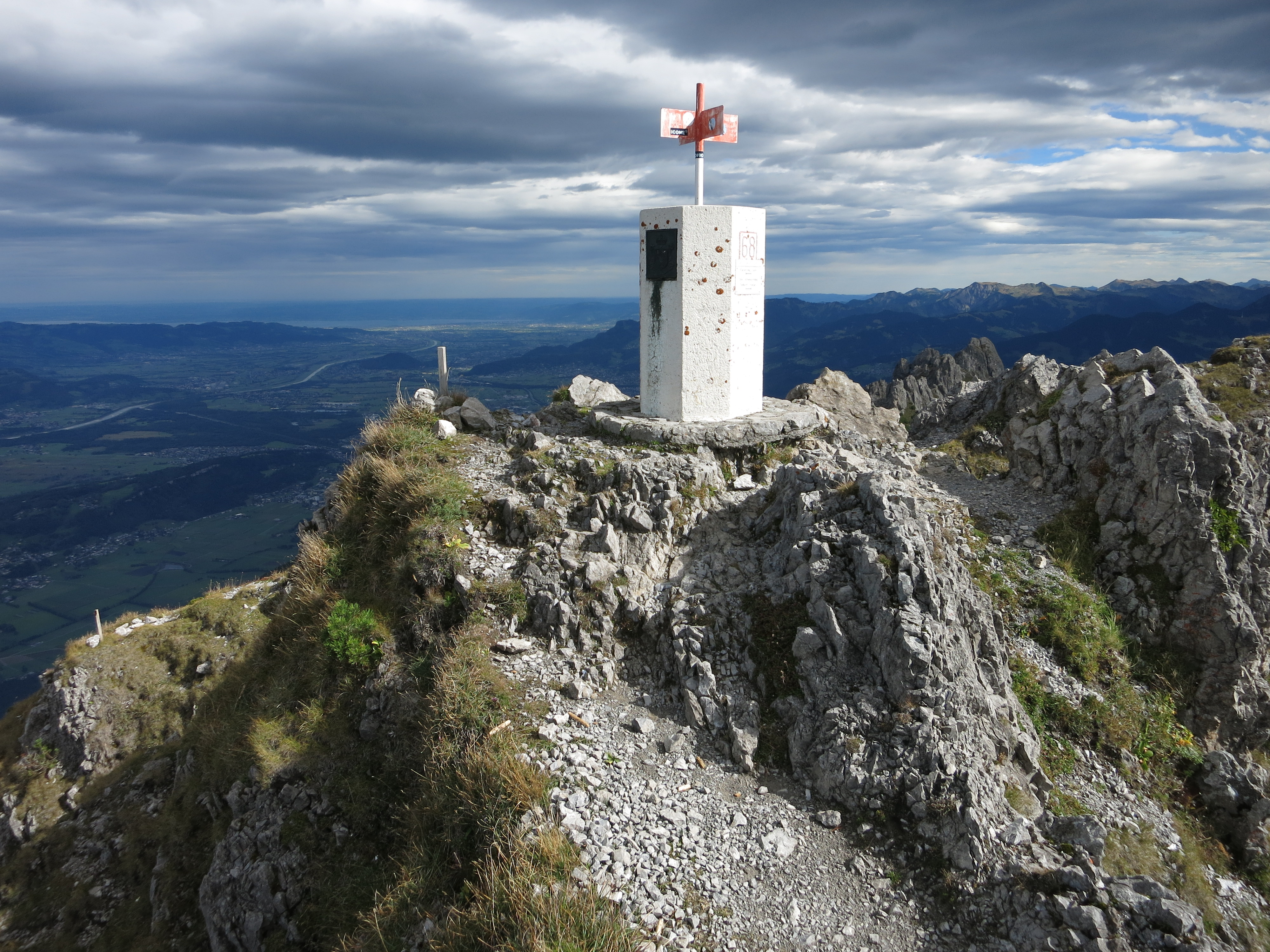

47°10′13″N 9°33′53″E / 47.1702°N 9.5646°E
加塞利山（德語：Garsellikopf），是中歐的山峰，位於奧地利和列支敦士登接壤的邊境，屬於雷蒂孔山的一部分，距離庫格拉特山0.5公里，海拔高度2,105米，每年平均降雨量1,852毫米。